# Spiridónova Buda
Spiridónova Buda (en rus: Спиридонова Буда) és un poble de l'óblast de Briansk, a Rússia, segons el cens del 2012 tenia 467 habitants. Pertany al districte de Zlinka.